# 放課後コール!!
放課後コール!!（ほうかごコール）は、過去に文化放送が制作し、全国7局にネットされたラジオ番組。文化放送では日曜日9:30の放送で、ネット局も日曜日午前中の放送（ただし、MBSラジオの選抜高校野球中継と日程が重なる時は月曜日の夜に放送していた事もあった）。ライオンの一社提供（1997年10月12日 - 1998年1月か2月まで）。

## 概要
- それまではタレントやアーティストを起用したパーソナリティのラジオ枠だったが、この番組は文化放送の寺島尚正アナウンサーが放課後の学生リスナー宅へ電話して、学校の話題や巷で流行っている物や話題をリスナーから教えたり、実践したりしていた番組だった。
- 当時のクレジット読みは『森口博子 ナンバショット!』と同様に「ライオンから」と寺島が読み上げていた。
- 当番組を聴いているリスナーから「この番組は何を目的に放送している番組なのですか?」などの投書が多かったためこれまでのライオン一社提供番組よりも長続きせず、打ち切りとなった。後番組は『私がラジオスター』（引き続き寺島の司会進行、女性アシスタントとして有坂来瞳が新たに加わった。リスナーの中からラジオスターを見つけようと番組でオーディションを行っていた）。
- なお、番組の収録は月曜以外の平日に行っていたようである（月曜は14時ごろに『吉田照美のやる気MANMAN!』の中継リポーターの担当のため収録はし難いからだと言われている）。

| 文化放送 ライオン1社提供枠                                        | 文化放送 ライオン1社提供枠 | 文化放送 ライオン1社提供枠 |
| 前番組                                                            | 番組名                     | 次番組                     |
| ----------------------------------------------------------------- | -------------------------- | -------------------------- |
| 森口博子 ナンバショット! （文化放送は第1回のみ1時間の放送だった） | 放課後コール!!             | 私がラジオスター           |